# Арганши
Арганши (фр. Arganchy) насеље је и општина у северној Француској у региону Доња Нормандија, у департману Калвадос која припада префектури Баје.
По подацима из 2011. године у општини је живело 236 становника, а густина насељености је износила 33,38 становника/km². Општина се простире на површини од 7,07 km². Налази се на средњој надморској висини од 40 метара (максималној 81 m, а минималној 33 m).

## Демографија
| 1962. | 1968. | 1975. | 1982. | 1990. | 1999. | 2011. |
| ----- | ----- | ----- | ----- | ----- | ----- | ----- |
| 198   | 201   | 135   | 170   | 218   | 230   | 236   |

График промене броја становника у току последњих година